# Les Productions du Rapide-Blanc
Pour les articles homonymes, voir Rapide-Blanc.
 (février 2024).
L'article doit être relu — et modifié si nécessaire — par des contributeurs indépendants pour apporter un regard critique aux contributions effectuées en violation des conditions d'utilisation de Wikipédia, tant sur la forme (notamment concernant le style encyclopédique, la proportionnalité) que sur le fond (la neutralité de point de vue, la qualité et l'indépendance des sources).
Les Productions du Rapide-Blanc est une compagnie de production et de distribution de documentaire d'auteur, fondée en 1984 par Sylvie Van Brabant et Serge Giguère,. Son nom fait référence à l'une des plus célèbres chansons issues du folklore québécois, Le rapide blanc, interprétée par le chanteur éponyme du film Oscar Thiffault (1988), et annonce les couleurs de la société de production : la volonté de faire des films d'auteur résolument ancrés dans la culture québécoise, en étroite collaboration avec des cinéastes engagés,.

## Historique

### Fondation du Rapide-blanc
Sept années avant la création du Rapide-Blanc, sort C'est l'nom d'la game (1977), premier documentaire réalisé par Sylvie Van Brabant et produit par l'Office national du film du Canada (ONF). Si ce moyen métrage affiche déjà l'engagement social de la cinéaste franco-albertaine, en abordant l'état délétère de la culture francophone à Saint-Vincent (Alberta), il correspond aussi à sa première collaboration avec Serge Giguère, alors directeur de la photographie,.
Mais c'est la popularité du film documentaire Depuis que le monde est monde (1981), coréalisé par Van Brabant, Giguère et Louise Dugal, qui marque un tournant décisif,. D'une part, puisqu'en traitant de la légalisation du métier de sage-femme et de la réappropriation de l'accouchement par les femmes, le long métrage est non seulement engagé mais militant,. D'autre part, parce que cette visée sociale évidente a un coût : Depuis que le monde est monde est en effet porté à bout de bras pendant plus de trois ans, entre le désistement de l'Office national du film (ONF) et la reprise du projet par Les Films d'aventures sociales du Québec, société de production fondée par Giguère et Robert Tremblay.
En 1984, convaincus de la nécessité de faire du cinéma d'auteur ancré dans la réalité québécoise et aspirant tous deux à plus de liberté artistique pour y parvenir, Van Brabant et Giguère fondent Les Productions du Rapide-Blanc, qu'ils nommeront, après coup, en référence au chanteur éponyme du film Oscar Thiffault (1988), réalisé par Giguère et produit par Van Brabant,. Outre le fait que ce moyen métrage inaugure la compagnie sur un succès critique, il devient également emblématique de son engagement envers le documentaire québécois, progressivement délaissé au profit du cinéma de fiction et des séries télévisées, ainsi que d'un travail collaboratif désormais essentiel entre le documentariste et celle qui sera plus souvent qu'autrement sa productrice exécutive,,.

### Bastion du documentaire d'auteur
Si la décennie 1990 est une période charnière pour le Rapide-Blanc, ce n'est pas uniquement parce que Le roi du drum (1991) et 9, St-Augustin (1995) permettent à Serge Giguère de développer son style, en rupture et en continuité avec le cinéma direct, ou puisque Sylvie Van Brabant alterne entre la production et la réalisation de films résolument engagés, tels que Seul dans mon putain d'univers (1997) et Arjuna (1999), mais car leur compagnie représente l'un des derniers bastions du documentaire d'auteur québécois,. Dans un article consacré aux jeunes producteurs d'alors, Myriame El Yamani résume l'engagement de Van Brabant en ces termes : « Devant la surdose d'information, jamais digérée et rarement sentie, les documentaires peuvent offrir un autre regard. Le problème est que depuis longtemps, on impose au documentaire les structures et la gérance appliquées à la fiction [...]. Les institutions ont du mal à comprendre que cela prend du temps, qu'il s'agit d'un travail créatif et qu'il faut pouvoir faire face aux surprises. C'est le pouls de la vie que l'on cherche, pas du “fast food” ».
À l'instar de ses deux cinéastes fondateurs, ayant des approches à la fois différentes et complémentaires, Les Productions du Rapide-Blanc privilégient les films d'auteur, souvent engagés, sur lesquels le privé ne mise plus : des projets singuliers, voire avant-gardistes, comme le documentaire musical Le trésor archange de Fernand Bélanger (1996), qui tente de retracer la langue française en Amérique, des projets éminemment sociaux, comme les documentaires signés Ève Lamont (Squat! en 2002, L'imposture en 2010, Le commerce du sexe en 2015) ou des films porteurs d'une conscience écologiste, tels que L'Île aux fleurs (2005), première réalisation de Katerine Giguère, et Chercher le courant de Nicolas Boisclair et Alexis de Ghelderet,,. En somme, selon le journaliste Claude Lalumière, « Rapide-Blanc, via the work of its two founders, brings together vastly different, yet oddly complementary voices [as they both are grounded in Québécois reality], in a context that encourages artistic, social, and political engagement ».

## Structure institutionnelle

### Financement
Les Productions du Rapide-Blanc est une compagnie privée à but lucratif qui fonctionne comme suit : lorsqu'elle s'engage à distribuer un film, la compagnie permet à celui-ci de partiellement satisfaire les exigences des bailleurs de fonds, tout en déclenchant le financement de sa production par la SODEC ou Téléfilm,.

### Équipe

#### Actionnaires
- Sylvie Van Brabant : cofondatrice et directrice[17]
- Serge Giguère : cofondateur
- Francine Tougas : vice-présidente et conseillère à la réalisation

#### Collaborateurs
- Jérémie Battaglia
- Ève Lamont
- Dominic Champagne
- Michel Gauthier
- Richard Desjardins

## Filmographie sélective
- 1987 : Oscar Thiffault (moyen métrage) de Serge Giguère
- 1991 : Le roi du drum (moyen métrage) de Serge Giguère
- 1995 : Baby Business (moyen métrage) de Judy Jackson, coproduit avec l'Office national du film du Canada (ONF)
- 1995 : 9, St-Augustin (moyen métrage) de Serge Giguère, coproduit avec l'ONF[19]
- 1996 : Le trésor archange de Fernand Bélanger[14]
- 1997 : Seul dans mon putain d'univers  (version cinéma et version TV) de Sylvie Van Brabant, coproduit avec l'ONF[20]
- 1999 : Arjuna (moyen métrage) de Sylvie Van Brabant, coproduit avec l'ONF[21]
- 2001 : Méchante job de Ève Lamont
- 2001 : Un Everest de l'intérieur  (moyen métrage) de Sylvie Van Brabant et Claude-André Nadon, coproduit avec l'ONF
- 2002 : Rivières d'argent (moyen métrage) de Michel Gauthier
- 2002 : Squat ! de Ève Lamont[22]
- 2003 : Sur les traces de Riel  (moyen métrage) de Sylvie Van Brabant
- 2004 : K2, journal vertical (moyen métrage) de Claude-André Nadon
- 2005 : Josef's Daughter (moyen métrage) de Ilana Linden
- 2005 : L'Île aux fleurs (moyen métrage) de Katerine Giguère
- 2005 : Pas de pays sans paysans (version cinéma et version TV) de Ève Lamont, coproduit avec l'ONF[23],[24]
- 2006 : À force de rêves de Serge Giguère, coproduit avec l'ONF
- 2006 : Survivre (moyen métrage) de Francine Tougas
- 2009 : Visionnaires planétaires (version cinéma et version TV) de Sylvie Van Brabant, coproduit avec l'ONF
- 2010 : Chercher le courant de Nicolas Boisclair et Alexis de Gheldere
- 2010 : L'Imposture de Ève Lamont[15]
- 2012 : Le Nord au cœur de Serge Giguère[25]
- 2013 : Le Monde d'Adrien de Katerine Giguère
- 2014 : Anticosti : la chasse au pétrole extrême de Dominic Champagne, produit par le Bien commun et distribué par le Rapide-Blanc
- 2014 : Le Mystère Macpherson de Serge Giguère, coproduit avec l'ONF
- 2015 : Le commerce du sexe de Ève Lamont, coproduit avec l'Office national du film du Canada[26],[27]
- 2015 : L'Or du golfe de Ian Jaquier, produit par Laterna Films et distribué par le Rapide-Blanc
- 2016 : Parfaites de Jérémie Battaglia
- 2016 : Le Chantier des possibles (version cinéma et version TV) de Ève Lamont[28]
- 2017 : Algo, Polly & Turcot (court métrage) de Alexandre Sheldon, coproduit avec CBC DOCS
- 2018 : Entre mer et mur de Catherine Veaux-Logeat[29]
- 2018 : Les lettres de ma mère de Serge Giguère
- 2019 : HAK_MTL de Alexandre Sheldon[30]
- 2019 : Le Monde selon Amazon de Adrien Pinon et Thomas Lafarge, coproduit avec Little Big Story[31],[32]
- 2019 : La Cité des autres de Justice Rutikara, coproduit par Les Productions du Rapide-Blanc et Parallaxes[33]
- 2021 : La coop de ma mère d'Ève Lamont, coproduit avec Amélie Lambert Bouchard
- 2023 : Greyland d’Alexandra Sicotte-Levesque, coproduit avec Alexandra Sicotte-Levesque
- 2023 : L'école autrement d'Érik Cimon, coproduit avec Amélie Lambert Bouchard
- 2023 : Émilienne et le temps qui passe de Coralie Lemieux-Sabourin, coproduit avec Élodie Pollet
- 2023 : Après la Romaine de Nicolas Boisclair et Alexis de Gheldere, coproduit avec Amélie Lambert Bouchard
- 2023 : Chip Chip Chopin par Desjardins de Richard Desjardins, coproduit avec Amélie Lambert Bouchard

## Distinctions

### Récompenses
- Rendez-vous du cinéma québécois 1988 : Prix André-Leroux de l'AQCC du meilleur moyen métrage québécois pour Oscar Thiffault de Serge Giguère[34]
- Festival de Banff 1988 : Mention honorable pour Oscar Thiffault de Serge Giguère[2]
- Yorkton Film Festival 1988 :
  - Meilleur film sur un personnage canadien
  - Meilleur montage pour Louise Dugal dans Oscar Thiffault[35]
- Rendez-vous du Cinéma québécois 1991 :  Prix André-Leroux de l'AQCC du meilleur moyen métrage québécois pour Le roi du drum de Serge Giguère[36]
- Prix Gémeaux 1993 :
  - Meilleure recherche dans la catégorie série d'information, affaires publiques, documentaires toutes catégories ou spécial d'information, pour Serge Giguère dans Le roi du drum
  - Meilleure direction photographique dans un film, toutes catégories, pour Serge Giguère dans Le roi du drum[37],[38]
- Rendez-vous du cinéma québécois 1995 : Prix André-Leroux de l'AQCC du meilleur moyen métrage québécois pour 9, St-Augustin de Serge Giguère[39],[36]
- Festival international du multimédia et de la vidéo santé 1999 : Prix Fernand-Séguin pour Seul dans mon putain d'univers de Sylvie Van Brabant[2]
- Festival international du multimédia et de la vidéo santé 2000 : Prix Fernand-Séguin du meilleur vidéo pour Arjuna[2],[40]
- 2001 – Prix Galaxi de l’Association canadienne des télévisions par le câble pour Un Everest de l'intérieur de Sylvie Van Brabant et Claude-André Nadon[41]
- Festival d’Autrans 2002 : Grand prix documentaire pour Un Everest de l'intérieur de Sylvie Van Brabant et Claude-André Nadon[41]
- Festival international canadien du documentaire Hot Docs 2003 :
  - Meilleure réalisation pour un long métrage documentaire canadien avec Squat! de Ève Lamont
  - Prix Humanitaire pour Ève Lamont[42],[43]
- Festival de Films de Portneuf sur l’environnement 2006 (aujourd'hui Festival de films pour l'environnement) :
  - Prix du Public pour L’île aux Fleurs de Katerine Giguère
  - Prix Découverte documentaire pour L’île aux Fleurs
- 2006 – Le Festival Hot Docs  consacre une retrospective à Serge Giguère, pour sa carrière remarquable, forte du cinéma direct[44]
- Prix Jutra 2007 : Meilleur documentaire pour À force de rêves de Serge Giguère[45],[46]
- Festival international canadien du documentaire Hot Docs 2007 : Prix spécial du jury dans la catégorie « Meilleur long métrage canadien » pour À force de rêves de Serge Giguère[47]
- Yorkton Film Festival 2007 : meilleur point de vue documentaire[48]
- 2008 – Prix du Gouverneur général en arts visuels et en arts médiatiques pour Serge Giguère, en reconnaissance d'une carrière artistique exceptionnelle[49]
- Festival Planet in focus de Toronto 2009 : Meilleur long métrage canadien pour Visionnaires planétaires[50]
- Festival du Film de Sept-Îles 2010 : Meilleur documentaire pour Visionnaires planétaires
- Festival de Films de Portneuf sur l’environnement 2010 (aujourd'hui Festival de films pour l'environnement) : Prix du Public pour Visionnaires planétaires[51],[52]
- Reykjavik International Film Festival 2010 : Prix du RIFF pour l’Environnement pour Visionnaires planétaires[53]
- Rencontre internationales du film documentaire de Montréal (RIDM) 2010 : Prix du Public et mention spéciale Écocaméra pour Chercher le courant de Nicolas Boisclair et Alexis de Ghelder
- Festival du Film de Sept-Îles 2011 : Meilleur documentaire pour Chercher le courant[54]
- Prix Gémeaux 2012 : Meilleur documentaire dans la catégorie « Société » pour Chercher le courant[55]
- Prix Jutra 2015 : Meilleur long métrage documentaire pour Le Mystère Macpherson de Serge Giguère[56],[57]

### Nominations et sélections
- Rendez-vous du cinéma québécois 1988 : Oscar Thiffault de Serge Giguère à la soirée d'ouverture[58],[10]
- Festival du film d’Aurillac 1988 : Sélection « Compétition officielle » pour Oscar Thiffault de Serge Giguère[59]
- Festival international de cinéma de Nyon 1997 : Sélection « Compétition officielle pour Oscar Thiffault de Serge Giguère
- Rendez-vous du Cinéma québécois 1998 : Meilleur long métrage canadien pour Seul dans mon putain d'univers de Sylvie Van Brabant
- 1998 – Prix M. Joan Chalmers du meilleur film ou vidéo documentaire canadien pour Seul dans mon putain d'univers de Sylvie Van Brabant
- Festival Présence autochtone 2003 : Meilleur documentaire pour Sur les traces de Riel de Sylvie Van Brabant[60]
- Prix Gémeaux 2010 : Meilleur documentaire dans la catégorie « Nature et science » pour Visionnaires planétaires[61]
- Festival du nouveau cinéma de Montréal 2010 : Sélection « Compétition officielle » pour Visionnaires planétaires[62]
- Festival international du film documentaire d'Amsterdam 2010 : Sélection « Compétition officielle » pour Visionnaires planétaires[50]